# 18689 Rodrick
18689 Rodrick este un asteroid din centura principală de asteroizi.

## Descriere
18689 Rodrick este un asteroid din centura principală de asteroizi. A fost descoperit pe 24 martie 1998 la Socorro, New Mexico, în cadrul proiectului LINEAR. Asteroidul prezintă o orbită caracterizată de o semiaxă mare de 2,83 ua, o excentricitate de 0,08 și o înclinație de 2,6° în raport cu ecliptica.